# Hijacking
El hijacking (en español: secuestro), en el ámbito informático hace referencia a toda técnica ilegal que lleve consigo el adueñarse o robar algo por parte de un atacante. Es un concepto muy abierto, que se puede aplicar a varios ámbitos; así se encuentra el robo de información, el secuestro de una conexiones de red, de sesiones de terminal, servicios, módems, etc.

## Algunos ejemplos de hijacking
- IP hijackers: secuestro de una conexión TCP/IP. Por ejemplo durante una sesión Telnet permitiendo a un atacante inyectar comandos o realizar un DoS durante dicha sesión.
- Page hijacking: secuestro de una página web. Hace referencia a las modificaciones que se realizan sobre el sitio web, normalmente haciendo uso de algún bug de seguridad del servidor o de programación de la página. También es conocido como defacement o desfiguración.
- Reverse domain hijacking o Domain hijacking: secuestro de dominio.
- Session hijacking: Secuestro de sesión
- Browser hijacking: ("Secuestro del navegador" en español). se denomina así a la apropiación que realizan algunos spyware sobre el buscador, lanzando popups, modificando la página de inicio o de búsqueda predeterminada, etcétera. El término "secuestro" hace referencia a que estas modificaciones se hacen sin el permiso ni el conocimiento del usuario. Algunos de estos spyware son fáciles de borrar del sistema operativo, mientras que otros son extremadamente complicados de eliminar y revertir sus cambios.
- Home page browser hijacking: secuestro de la página de inicio del navegador. Esto sucede cuando la página de inicio en la que navegamos es cambiada por otra a interés del secuestrador. Generalmente son sitios en los que se invita al usuario a usar los servicios del navegador para que nuestro equipo esté seguro y funcione correctamente, pero no se menciona que es a cambio de un pago y que el origen del error y mal funcionamiento del equipo es debido a nuestro secuestrador.
- Modem hijacking: secuestro del módem. Esta expresión es varias veces utilizada para referirse a la estafa de los famosos dialers (antes del auge del ADSL) y que configuran sin permiso del usuario nuevas conexiones a números de cobro extraordinario.
- Thread hijacking: secuestro de un "tema" dentro de un foro de discusión de internet. Este término hace referencia a lo que ocurre cuando dentro del asunto a discutir, alguien intenta dirigir el hilo de la conversación hacia cuestiones que no tienen nada que ver con el tema inicial. Esto puede realizarse de manera intencionada para irritar al autor del tema, o bien producirse de manera no intencionada, generalmente por usuarios sin mucho conocimiento en el asunto a tratar o que desconocen la dinámica de comportamiento de los foros.
- Hijacking Transcriptional Condensed: ("Secuestro e invasión transcripcional" en español). se trata de una invasión personalizada y de última generación a un usuario, esta invasión no es coincidencia, siempre es inyected o inyectada directo al dispositivo. Es una mezcla de Malware, Phishing y Key logger que se apodera de la privacidad de un dispositivo sin bloquear mayormente el uso del mismo. Se han encontrado mucho niveles de invasión y siempre son implantados por alguien con acceso al dispositivo, con el fin de tener las conversaciones, llamadas, contactos, imágenes, y fotografías del dispositivo, siendo estas comprimidas y enviadas al perpetrador de manera cronológica, por un puerto HTTP POST, esto puede vulnerar desde multimedia hasta conversaciones, ya que el hijack no solo registra el audio del micrófono, transcribe las conversaciones del dispositivo enviando los documentos compactados y resalatando key-words o palabras clave que el Hijacking pudiera tener configurados, de esta manera el atacante no tiene que escuchar todas las conversaciones, puede buscar palabras clave, por ejemplo, secreto, banco, transferencia, amante, etc. Este tipo de vulnerabilidad es una verdadera pesadilla para los afectados por este tipo de hacking, latente, invasivo pero oculto a simple vista.